# 指腳䲗屬
指腳䲗屬（學名：Dactylopus）為䲗科下的一屬，原生於西太平洋。

## 物種
目前辨認出兩個種：
- 指腳䲗（D. dactylopus）
- 基氏指腳䲗（D. kuiteri）

## 文獻
1. ↑  Froese, R. & Pauly, D. (eds.) (2014). Species of Dactylopus. FishBase. Version 2014-06.